# Thomas F. Terrell
Thomas Fountain Terrell (* 5. Juli 1866 in Kentucky; † 28. Oktober 1939 in Rochester, Minnesota) war ein US-amerikanischer Politiker. Zwischen 1901 und 1903 war er Vizegouverneur des Bundesstaates Idaho.

## Werdegang
Thomas Terrell wurde in Kentucky geboren. Über seine Jugend und Schulausbildung ist nichts überliefert. Später muss er Jura studiert haben, denn er wurde als Anwalt tätig. Zu einem unbekannten Zeitpunkt kam er nach Pocatello in Idaho. Politisch schloss er sich der Demokratischen Partei an. Im Jahr 1900 wurde er an der Seite von Frank W. Hunt zum Vizegouverneur von Idaho gewählt. Dieses Amt bekleidete er zwischen dem 7. Januar 1901 und dem 5. Januar 1903. Dabei war er Stellvertreter des Gouverneurs und Vorsitzender des Staatssenats. Thomas Terrell war mit Grace Jenks verheiratet. Er starb am 28. Oktober 1939 in Rochester und wurde in Pocatello beigesetzt.